# 526 (numero)
Cinquecentoventisei (526) è il numero naturale dopo il 525 e prima del 527.

## Proprietà matematiche
- È un numero pari.
- È un numero composto con 4 divisori: 1, 2, 263, 526. Poiché la somma dei suoi divisori (escluso se stesso), è 266 < 526, è un numero difettivo.
- È un numero semiprimo.
- È il 15° numero pentagonale centrato.
- È un numero di Smith nel sistema numerico decimale.
- È un numero nontotiente (per cui la equazione φ(x) = n non ha soluzione).
- È un numero congruente.
- È parte della terna pitagorica (526, 69168, 69170).

## Astronomia
- 526 Jena è un asteroide della fascia principale.
- NGC 526 sono galassie interagenti della costellazione dello Scultore.

## Astronautica
- Cosmos 526 è un satellite artificiale russo.